# Музеј Бањичког логора
Музеј бањичког логора је музеј у саставу Музеја града Београда који је посвећен успомени на заточенике и жртве Бањичког концентрационог логора, који је постојао на територији Београда током Другог светског рата.

## Оснивање и рад логора
Бањички логор је формиран у комплексу старе касарне 18. пешадијског пука, изграђеном 1938. године. Одлуку да се баш на том месту формира логор Немци су донели зато што је зграда већ била предвиђена за смештај великог броја људи и што је остала неоштећена у немачком бомбардовању.
Још од маја 1941. Немци су разматрали могућност отварања великог логора. Прва група затвореника је доведена у логор 9. јула 1941.  Према сачуваним списковима кроз логор је прошло око 24.000 затвореника, али је стваран број затвореника нешто већи, с обзиром да се за поједине затворенике поуздано зна да су били у логору, иако се њихова имена нису нашла на сачуваним списковима. Међу њима се посебно издвајају групе грчких интернираца, који су упућивани у друге немачке логоре, али су због савезничких бомбардовања неко време задржавани на Бањици. Њихова судбина је била посебно трагична с обзиром да су смештани у импровизоване бараке испред логора и  да за њих није обезбеђивана храна. Око 4.200 затвореника из логора је убијено у Београду или у непосредној околини, већином на војном полигону у Јајинцима (до краја 1943), а касније на Централном гробљу, Јеврејском гробљу, у Маринковој бари. Све време постојања логора групе затвореника су одвођене на стрељање.
Највећи број жртава су били Срби (око три четвртине), али је било Рома, Јевреја, као и припадника других, укупно 17 различитих нација. Немци су кршећи Хашке конвенције о ратним заробљеницима у Бањичком логору привремено смештали америчке пилоте, британске подморничаре, руске црвеноармејце, италијанске војнике након капитулације Италије.
Након престанка рада Бањичког логора октобра 1944, није препозната потреба да се овако место посебно обележи као меморијални центар. Зграда је после Другог светског рата више пута мењала улогу. До 1948. године у њој се налазио затвор, након чега је војска преузела зграду и реновирала је за своје потребе.

## Оснивање и рад музеја
Скупштина града Београда је 1969. године поставила спомен обележје испред зграде логора, рад вајара Николе Коље Милуновића. Тада у једном делу објекта бившег логора отворена Спомен соба.
Простор музеја је проширен према пројекту архитекте Слободана Николића 1982. године. Тада су уређени улазна партија објекта и унутрашњост музеја. Приступни правац са улазном капијом је замишљен као део укупног меморијалног комплекса који својим архитектонскопросторним концептом асоцира и симболизује логор. У архитектонској обради коришћене су зид и гвоздене решетке, симболи материјализације елемената логора.
Стална поставка је 2001. година допуњена новим приступом.
Музеј чине две функционалне целине: улазна капија са наглашеним зидним платнима са леве и десне стране, плато првих порука и мали просценијум сачињен од елемената просторног обликовања читавог меморијалног комплекса.
Унутрашњост Музеја се састоји од две просторије, меморијалне и информативне. Меморијални део музеја је просторије која је реконструисана према познатим елементима и сећањима преживелих, са зидним површинама обрађеним према просечном аутентичном стању. Стање у собама се мењало током рата, у зависности од категорије затвореника. До половине 1942. године у собама није било дрвених лежајева, спавало се искључиво на поду, чак и у зимским условима. У меморијалној соби је постављен списак са 4.200 имана стрељаних затвореника, који су страдали у Београду и околини, по азбучном реду. Музеј поседује и књигу затвореника Бањичког логора у којој су записани и други лични подаци о затвореницима, као што су занимање, порекло, место боравка, родитељи.
У другој просторији, у хоризонталним и вертикалним витринама, као и на зидовима су изложене материјална заоставштина, аутентични предмети затвореника, ручни радови и цртежи, од којих неки имају и уметничку вредност, с обзиром да је у логору било и ликовних уметника, попут Александра Дерока, Милоша Бајића, Бора Барух. У просторије су изложени и битни подаци о историјским догађајима, као и макета логора. У прошлости су читаве групе страдалника Бањичког логора у потпуности занемариване. Тако на пример, новембра 1941. нацисти су у Београду извршили једну веома обимну рацију, у којој је око 200 елитних српских интелектуалаца, као што су професори универзитета, судије, угледни политичари, 13 чланова Српске академије наука и други јавни радници, ухапшени и доведено у логор, као таоци и гаранти мира у Србији. Један број њих је и страдао у логору.
Унутрашњост музеја чини и ходник, у коме су коришћени савремени ликовним изрази за повезивање са прошлошћу, представљени су животни пут затвореника, хапшење, ноћне прозивке, грудобран, на коме су стрељани логораши у оквиру логора, триптих академског сликара Милана Бламуше, као и догађај од 11. септембра 1944. када је страдала једна од последњих група жена доведена на стрељање, која је одлучила да погине у борби и напала логорску стражу у ходник, без икаквих изгледа на успех.
Музеј Бањички логор је регистрован као споменик културе 1984. године.

## Дешавања
Музеј Бањичког логора је место одржавања представа "Кристална ноћ" и "Писма стрељаних" редитеља Тадије Милетића у организацији удружења Културни елемент који се годинама одржава у простору оригиналне затвореничке собе. Главну улогу тумачи глумац Никола Штрбац.